# منصورآباد (دشتستان)
منصورآباد، روستایی است از توابع بخش بوشکان در شهرستان دشتستان استان بوشهر ایران.

## جمعیت
این روستا در دهستان بوشکان قرار داشته و براساس سرشماری سال ۱۳۸۵ جمعیت آن ۸۲نفر (۱۷خانوار) می‌باشد.